# Солей Рояль (линейный корабль, 1692)
Соле́й Рояль (линейный корабль, 1692, фр. Soleil-Royal) — 100-пушечный линейный корабль 1 ранга. Второй корабль французского флота, названный в честь «короля-солнца». Один из главных флагманов французского королевского флота в период Войны Аугсбургской Лиги и войны за испанское наследство.

## История строительства
Корабль был заложен на верфи Бреста как Foudroyant, строился корабельным мастером Блезом Пангало и был спущён в 1692 и введён в строй в 1693 году под названием Soleil-Royal. Затоплен в 1707 в Тулоне, поднят и продан на слом в 1713 году.

## Конструкция
Трёхмачтовый парусный линейный корабль. На трёх палубах судно несло 104 пушек калибра от 4 до 36 фунтов. Позднее корабль нёс 112 пушек.

## Служба
Выбыл из службы в 1713 году.